# アンテ・チョリッチ
アンテ・チョリッチ（Ante Ćorić クロアチア語発音: [ǎːnte tɕǒːritɕ];, 1997年4月14日 - ）は、クロアチア・ザグレブ出身のサッカー選手。ASローマ所属。元クロアチア代表。ポジションはミッドフィールダー。

## クラブ経歴
2006年からNKザグレブのユースチームでプレーし、2009年にレッドブル・ザルツブルクユース、2013年からGNKディナモ・ザグレブユースでプレーした。
2014年4月16日、RNKスプリト戦で交代途中出場でプロデビューを果たし、5月10日、NKイストラ1961戦でプロ初得点を記録した。2014年9月18日、UEFAヨーロッパリーグのAFCアストラ・ジュルジュ戦で得点を記録したが、この時チョリッチは17歳157日で、UEFAヨーロッパリーグでの史上最年少記録だった。
2018年5月28日、ASローマと2023年6月30日までの5年契約を結んだ。移籍金は600万ユーロと公式発表され、さらに2020年6月30日までにチョリッチが移籍した場合、移籍金の10%または200万ユーロを受取る権利をディナモ・ザグレブが保有する契約となっている。
2020年10月2日、買い取りオプション付き1シーズンの契約でエールディヴィジのVVVフェンローにレンタル移籍した。
2021年2月16日、NKオリンピア・リュブリャナにシーズン終了までのレンタルで移籍した。

## 代表経歴
クロアチア代表として各年代でプレーし、2016年5月27日、モルドバ代表との国際親善試合で、ミラン・バデリとの交代によりA代表デビューを果たした。

## タイトル
クラブ
GNKディナモ・ザグレブ
- プルヴァHNL (4) : 2013–14, 2014–15, 2015–16, 2017–18
- フルヴァツキ・ノゴメトニ・クプ (3) : 2014–15, 2015–16, 2017–18

個人
- クロアチア年間最優秀若手選手: 2015